# Кофей (индийский правитель)
Кофей (Kophaios) — индийский правитель IV века до н. э.

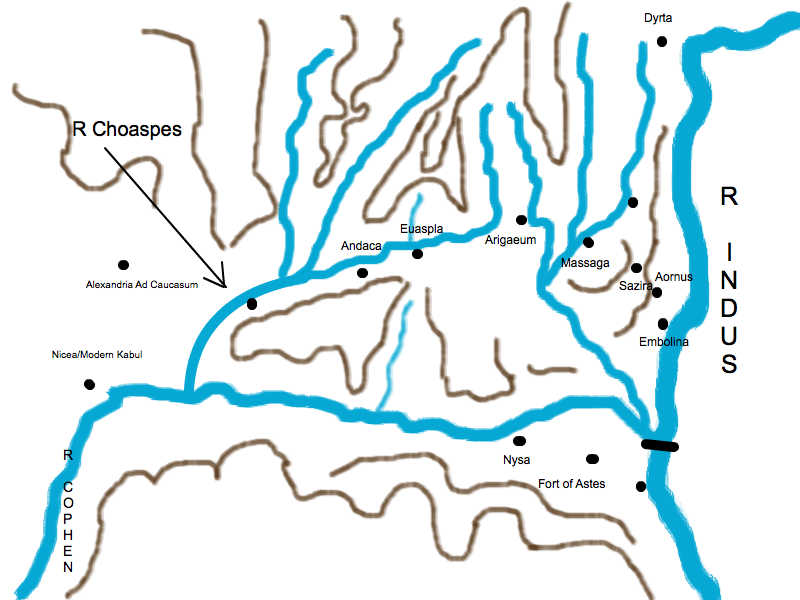
Карта кабульской кампании армии Александра Македонского и его союзников

## Биография
Из античных историков имя Кофея приводит только Арриан. По предположению К. Лассена, Кофей принадлежал к индийской династии, правившей на территории, прилегающей к верхнему течению реки Кофен. Во время Индийского похода Кофей подчинился Александру Македонскому и сохранил своё положение. Вместе с Ассагетом Кофей, по всей видимости, оказывал помощь македонянам и их союзникам во время осады горной крепости Аорн, хотя степень их участия неизвестна.
О дальнейшей судьбе Кофея исторические источники не сообщают.